# 킹 리차드
《킹 리차드》(영어: King Richard)는 2021년 개봉한 미국의 전기 드라마 영화이다. 레이널도 마커스 그린이 감독을 맡았으며, 미국의 프로 테니스 선수 자매 비너스, 세리나 윌리엄스 자매의 아버지 리처드 윌리엄스의 이야기를 다룬 작품이다. 배우 윌 스미스가 리처드를 연기한다.
미국에서는 2021년 11월 19일에 극장 개봉과 함께 HBO 맥스를 통해 동시 공개되었다.

## 줄거리
리처드 윌리엄스는 아내 브랜디와 다섯 딸 툰데, 이샤, 린드리아, 비너스, 세레나와 함께 캘리포니아 컴턴에 살고 있다. 그는 비너스와 세레나를 프로 테니스 선수로 키우겠다는 확고한 목표를 갖고 있으며, 딸들이 태어나기 전부터 성공을 위한 계획을 세워왔다. 낮에는 경비원으로, 밤에는 간호사인 아내와 함께 매일매일 딸들을 훈련시키는 리처드는, 딸들의 실력을 홍보하기 위해 직접 브로셔와 비디오테이프를 만들며 프로 코치를 찾아 헤맨다.
그러던 어느 날, 리처드는 딸들을 데리고 존 매켄로와 피트 샘프라스의 연습을 지도 중이던 코치 폴 코헨을 찾아간다. 처음에는 망설이던 코헨은 딸들의 연습을 보고 감탄하지만, 비용 문제로 두 자매를 모두 무료로 코칭할 수 없다고 한다. 결국 비너스만 코칭을 받게 되고, 세레나는 어머니와 함께 계속 훈련한다. 코헨의 지도 아래 비너스는 주니어 토너먼트에서 두각을 나타내지만, 리처드는 딸들에게 겸손함을 강조한다. 비너스의 토너먼트에서 세레나도 몰래 출전하게 되고, 두 자매 모두 성공을 거두면서 가족은 주로 백인 상류층으로 구성된 테니스계에서 이방인처럼 느껴진다.
리처드는 여러 에이전트들과 만나지만, 딸들이 이용당할 것을 우려하여 주니어 리그에서 철수시킨다. 코헨은 리처드의 결정이 프로 선수로 성장할 기회를 망치는 것이라고 반발하지만, 리처드는 코헨을 해고한다. 이후 코치 릭 맥키가 딸들을 보기 위해 캘리포니아에 방문하고, 감명받아 딸들을 맡게 된다. 가족은 플로리다로 이사해 릭의 시설에서 훈련을 받게 되지만, 리처드는 여전히 주니어 리그 출전을 반대하며, 딸들이 평범한 소녀처럼 학교에 다니며 훈련하기를 원한다.
3년 동안 리처드의 전략과 언론 노출에 대한 욕망에 의문이 제기되는 가운데, 비너스는 릭에게 프로가 되고 싶다고 말한다. 리처드는 마지못해 동의하지만, 릭의 제자였던 제니퍼 카프리아티가 번아웃과 약물 문제로 힘들어하는 것을 보고 비너스도 같은 길을 걸을까 걱정되어 다시 마음을 바꾼다. 이 결정은 리처드와 비너스, 브랜디, 릭과의 관계에 갈등을 일으킨다. 브랜디와의 다툼 후 리처드는 비너스와 화해하고, 오클랜드에서 열리는 뱅크 오브 더 웨스트 클래식에 참가하도록 허락한다. 토너먼트 전, 가족은 나이키 임원과 만나 300만 달러 상당의 스폰서십 제안을 받지만, 비너스가 경기에 참가하면 더 좋은 제안이 올 것이라고 믿고 거절한다.
프로 데뷔전에서 비너스는 숀 스태포드에게 고전하지만 결국 승리한다. 다음 경기에서는 톱 시드 아란차 산체스 비카리오를 상대하게 되고, 첫 세트를 따내고 두 번째 세트에서 리드를 잡지만, 비카리오의 긴 화장실 휴식 후 흐름이 끊기면서 결국 패배한다. 리처드와 브랜디는 실망한 비너스를 위로하고, 가족이 경기장을 떠날 때 수많은 팬들이 비너스를 응원한다. 릭은 리처드에게 여러 주요 신발 회사들이 비너스와 만날 기회를 원하고 있다고 전한다.

## 출연
- 윌 스미스 - 리처드 윌리엄스 역
- 온재뉴 엘리스 - 오라신 "브랜디" 프라이스 역
- 사니야 시드니 - 비너스 윌리엄스 역
- 데미 싱글턴 - 세리나 윌리엄스 역
- 존 번설 - 릭 메이시 역
- 토니 골드윈 - 폴 코언 역
- 미케일라 라셰이 바솔로뮤 - 툰데 프라이드 역
- 대니엘 로슨 - 이샤 프라이스 역
- 레일라 크로퍼드 - 린드리아 프라이스 역
- 에리카 링고 - 스트리클랜드 역
- 딜런 맥더못 - 윌 호지스 역
- 앤디 빈 - 레이어드 스태블러 역
- 케빈 던 - 빅 브레이든 역
- 크레이그 테이트 - 벨스 (고향 소년 1) 역
- 조시아 크로스 - TD (고향 소년 2) 역
- 캘빈 클로셀 주니어 - 고향 소년 3 역
- 본 W. 헤브런 - 고향 소년 4 역
- 크리스토퍼 월린저 - 존 매켄로 역
- 체이스 델레이 - 피트 샘프러스 역
- 주디스 채프먼 - 낸시 레이건 역
- 제시카 워크닉 - 제니퍼 카프리아티 역
- 카트리나 비긴 - 앤 역
- 케이틀린 크리스천 - 숀 스태퍼드 역
- 마르셀라 사카리아스 - 아란차 산체스 비카리오 역
- 리치 소머 - 패트릭 도허티 역
- 에린 커밍스 - 사회복지사 역